# Bet You Wanna
Bet You Wanna (tạm dịch: "Cá là bạn muốn") là bài hát của nhóm nhạc nữ Hàn Quốc Blackpink và nữ rapper người Mỹ Cardi B. Bài hát được dự kiến phát hành với vai trò là đĩa đơn thứ tư cho album phòng thu tiếng Hàn của Blackpink: The Album của nhóm thông qua việc được gửi lên các đài phát thanh hit đương đại vào ngày 10 tháng 11, nhưng cuối cùng thì bài hát đã không được gửi lên các đài để trở thành đĩa đơn thứ 4 của album. Bài hát đã được ra mắt vào ngày 2 tháng 10 năm 2020 vào lúc 1 giờ chiều cùng với album trước đó (theo giờ Hàn Quốc).
Bài hát được viết bởi Cardi B, Jonathan Descartes, Melanie Joy Fontana, Ryan Tedder, Steven Franks, Teddy, Tommy Brown và Torae Carr, và được sản xuất bởi Franks và Teddy.

## Bối cảnh
Vào cuối tháng 9 năm 2020, đã có nhiều tin đồn cho rằng nhóm nhạc nữ Hàn Quốc Blackpink sẽ có một màn hợp tác với nữ rapper người Mỹ Cardi B trong album sắp tới của nhóm. Tới ngày 29 tháng 9, bài hát đã được YG Entertainment xác nhận thông qua một danh sách bài hát được đăng tải trên trang Facebook chính thức của Blackpink.

## Phát hành và đón nhận

###### Trước khi bài hát được phát hành
Ngay sau khi thông tin về màn hợp tác này được xác nhận, người hâm mộ của cả hai và cộng đồng mạng trên toàn thế giới đã bày tỏ sự phấn khích về màn hợp tác này. Các cụm từ khoá có liên quan tới màn trở lại lần này đã lập tức lên những xu hướng của nhiều nhiều mạng xã hội, công cụ tìm kiếm lớn như Twitter, Google Search,... Điều này được cho là đễ hiểu khi cả Carđi B và Blackpink đều đã có những thành công nhất định trong mảng âm nhạc.
Bài hát cũng khiến nhiều người hâm mộ của nhóm không khỏi mong chờ do bài hát đều có sự góp mặt của nhiều nhạc sĩ, nhà sản xuất tham gia vào khâu sản xuất như Tommy Brown, Tedder, Steven Franks,...

###### Sau khi bài hát được phát hành
Bài hát được nhận xét là có giai điệu mang hơi hướng R&B với giai điệu sôi động  nhưng vừa phải. Bài hát đã được tạp chí Paper của Mỹ cho vào danh sách 10 bài hát bạn cần nghe ngay bây giờ ngay sau khi bài hát được phát hành ít giờ.. Bài hát cũng được Yahoo Life dành hẳn một bài viết để nói về lần trở lại lần này của nhóm.

## Hiệu suất thương mại
Trong ngày phát hành đầu tiên, bài hát đã thu về được 4,713 triệu lượt phát trên nền tảng âm nhạc trực tuyến Spotify trở thành bài hát trong album được phát trực tuyến nhiều thứ 2 trên nền tảng này. Bài hát cũng "lọt" vào bảng xếp hạng Today's Top Hits của nền tảng âm nhạc trực tuyến Spotify trong nhiều ngày sau đó.

## Thành phần đội ngũ
Nguồn dẫn được trích từ Tidal.
- Blackpink – hát chính
- Cardi B – hát phụ, người viết bài hát
- Jonathan Descartes – người viết bài hát
- Melanie Fontana – người viết bài hát
- Ryan Tedder – người viết bài hát
- Torae – người viết bài hát
- Mr. Franks – sản xuất, người viết bài hát
- Teddy – sản xuất, người viết bài hát
- Tommy Brown – sản xuất, người viết bài hát
- Serban Ghenea – Xử lý âm thanh

## Bảng xếp hạng
| Bảng xếp hạng (2020)                        | Vị trí cao nhất |
| ------------------------------------------- | --------------- |
| Úc (ARIA)                                   | 42              |
| Bỉ (Ultratip Wallonia)                      | 44              |
| Canada (Canadian Hot 100)                   | 58              |
| Billboard Global 200                        | 25              |
| Ireland (IRMA)                              | 43              |
| Malaysia (RIM)                              | 4               |
| New Zealand Hot Singles (RMNZ)              | 4               |
| Scotland (OCC)                              | 94              |
| Singapore (RIAS)                            | 4               |
| Hàn Quốc (Gaon)                             | 34              |
| Anh Quốc (OCC)                              | 62              |
| Hoa Kỳ Bubbling Under Hot 100 (Billboard)   | 1               |
| Hoa Kỳ World Digital Song Sales (Billboard) | 25              |

## Lịch sử phát hành
| Khu vực  | Ngày                | Định dạng          | Hãng          | Tk.   |
| -------- | ------------------- | ------------------ | ------------- | ----- |
| Toàn cầu | 2 tháng 10 năm 2020 | Streaming tải nhạc | YG Interscope | [ 2 ] |